# Jogos Olímpicos de Verão de 1928
Jogos Olímpicos de Verão de 1928 (em neerlandês: Olympische Zomerspelen 1928) , oficialmente Jogos da IX Olimpíada foram os Jogos Olímpicos realizados na cidade de Amesterdão, nos Países Baixos, entre 17 de maio e 12 de agosto de 1928, num clima de paz e prosperidade que viria a anteceder vinte anos de guerras e incertezas econômicas, com a participação de 2 833 atletas, entre eles 277 mulheres, representando 46 países, dois a mais que os Jogos anteriores, disputando dezesseis modalidades esportivas.
Nestes Jogos, as mulheres puderam finalmente passar a competir no atletismo e a norte-americana Betty Robinson foi a primeira mulher a conquistar uma medalha de ouro neste esporte, na prova dos 100 metros rasos. 
O nível de competividade aumentou, com a volta às Olimpíadas dos países derrotados na Primeira Guerra Mundial e até então proibidos de participarem: Alemanha, Áustria, Hungria e Bulgária. Estes foram os primeiros Jogos sem a presença e a liderança de Pierre de Coubertin, que, doente, não compareceu, permanecendo em seu refúgio na Suíça.
A cerimônia de abertura foi realizada de maneira grandiosa no belo estádio Olympisch, construído para os Jogos, com lugar para 65 mil espectadores, que prestigiaram em massa o evento e o mundo viu pela primeira vez a chama olímpica ser acesa no estádio, trazida de Olímpia especialmente para a ocasião. O revezamento que transportaria a chama da Grécia até o local dos Jogos só seria introduzido em Berlim, oito anos depois.

## Fatos e destaques

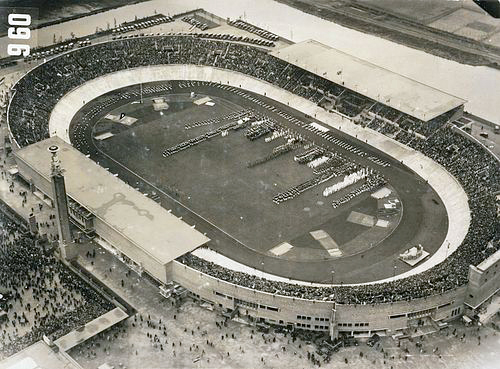
Estádio Olímpico de Amsterdã durante a cerimônia de abertura

- Pela primeira vez na era moderna, a Chama Olímpica esteve acesa durante todos os Jogos Olímpicos e também a primeira vez que duraram duas semanas.

- Também foi em Amsterdã que a Grécia foi a primeira nação a desfilar na parada de abertura, com os Países Baixos anfitriões em último. Este protocolo se tornaria permanente no desfile dos Jogos.

- No meio da prova das quartas de final para a competição de remo, o australiano Henry Pearce parou para deixar passar uma família de patos que atravessava em fila frente ao seu barco e quase perde a prova, mas mesmo assim Pearce conseguiu ganhar a eliminatória e acabaria por conquistar a medalha de ouro na final, a única da Austrália nestes Jogos.

- O japonês Mikio Oda tornou-se o primeiro asiático campeão olímpico com seu triunfo no salto triplo.

- A delegação olímpica dos Estados Unidos foi comandada por um militar: Douglas MacArthur, depois comandante americano na guerra do Pacífico e herói da Segunda Guerra Mundial.

- Exatos setenta anos antes do filho de argelinos Zinedine Zidane liderar a França na maior conquista esportiva de sua história, a Copa do Mundo FIFA de 1998, outro franco-argelino, o pequenino Boughèra El Ouafi, soldado raso do exército colonial francês na Argélia, ganhava a maratona olímpica para a bandeira tricolor. Infelizmente, esquecido e abandonado após sua vitória, El Ouafi morreria pobre e alcoólatra em 1958, aos 60 anos de idade, assassinado com um tiro numa briga de bar em Paris.

- Betty Robinson, que com apenas 16 anos se tornou a primeira campeã olímpica do atletismo, sofreu um acidente de avião três anos após seu triunfo, onde quebrou várias vértebras e teve uma comoção cerebral. Recuperada, mas sem poder dobrar totalmente o joelho, o que não lhe possibilitava se agachar para a largada, Robinson passou a se dedicar ao revezamento e em 1936, nos Jogos de Berlim, conquistou outro ouro como membro da equipe de revezamento feminino 4x100 m dos Estados Unidos, aos 24 anos.

- Estes Jogos também marcam o início da hegemonia em seis olimpíadas consecutivas, até Melbourne 1956, em que a Índia ganharia a medalha de ouro no hóquei sobre a grama.

## Modalidades disputadas
| - Atletismo - Boxe - Ciclismo - Esgrima - Futebol - Ginástica - Halterofilismo - Hóquei sobre a grama | - Hipismo - Natação - Pentatlo moderno - Pólo aquático - Remo - Saltos ornamentais - Vela - Lutas |

## Países participantes

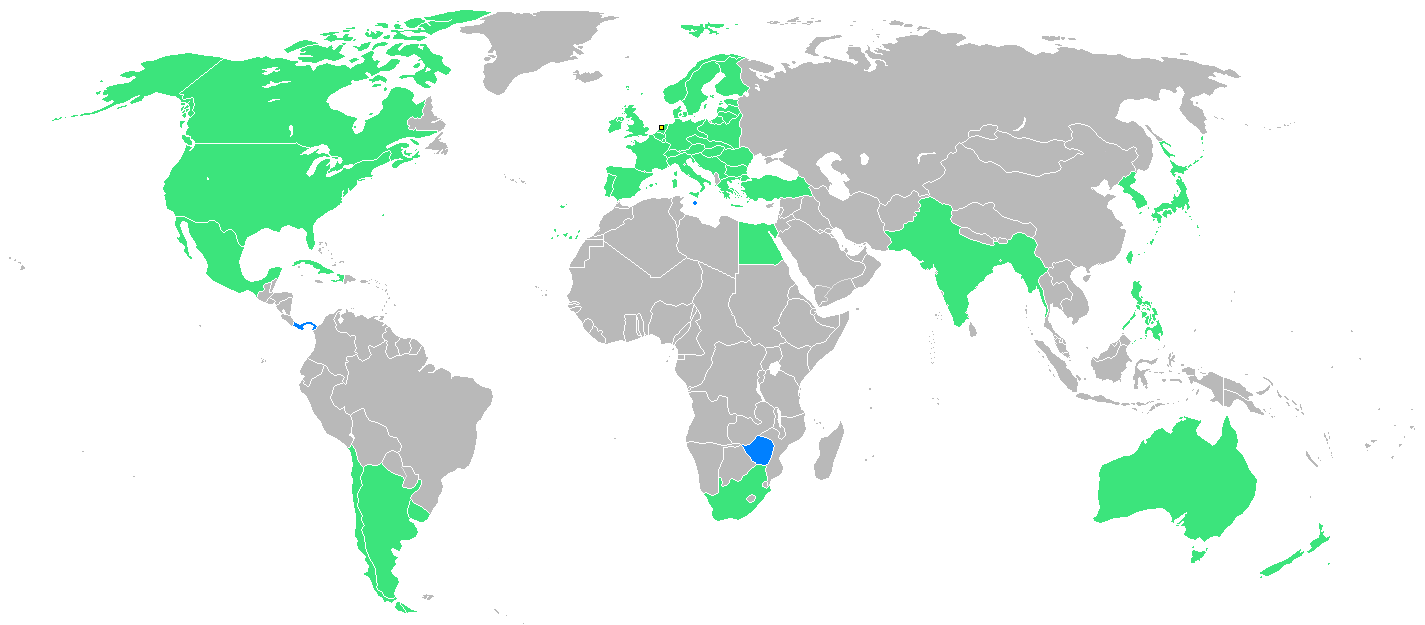
Países participantes

Um total de 46 nações estiveram representadas nos Jogos de Amsterdã. Malta, Panamá, e Rodésia (atual Zimbábue) competiram pela primeira vez. A Alemanha retornou após ter se ausentado dos Jogos de 1920 e 1924.
Na lista abaixo, o número entre parênteses indica o número de atletas por cada nação nos Jogos:
- RSA África do Sul (24)
- GER Alemanha (296)
- ARG Argentina (81)
- AUS Austrália (18)
- AUT Áustria (73)
- BEL Bélgica (186)
- BUL Bulgária (5)
- CAN Canadá (69)
- TCH Checoslováquia (70)
- CHI Chile (38)
- CUB Cuba (1)
- DEN Dinamarca (91)
- EGY Egito (32)
- ESP Espanha (80)
- USA Estados Unidos (280)
- EST Estônia (20)
- PHI Filipinas (4)
- FIN Finlândia (69)
- FRA França (255)
- GBR Grã-Bretanha (232)
- GRE Grécia (23)
- HAI Haiti (2)
- HUN Hungria (109)
- IND Índia (21)
- IRL Irlanda (27)
- ITA Itália (174)
- YUG Iugoslávia (34)
- JPN Japão (43)
- LAT Letônia (14)
- LTU Lituânia (12)
- LUX Luxemburgo (46)
- MLT Malta (9)
- MEX México (30)
- MON Mônaco (7)
- NOR Noruega (52)
- NZL Nova Zelândia (10)
- NED Países Baixos (264)
- PAN Panamá (1)
- POL Polônia (93)
- POR Portugal (31)
- RHO Rodésia (2)
- ROM Romênia (29)
- SWE Suécia (100)
- SUI Suíça (133)
- TUR Turquia (31)
- URU Uruguai (22)

## Quadro de medalhas
| Ordem | País               | Medalha de ouro | Medalha de prata | Medalha de bronze |    |  |
| ----- | ------------------ | --------------- | ---------------- | ----------------- | -- |  |
| 1     | USA Estados Unidos | 22              | 18               | 16                | 56 |  |
| 2     | GER Alemanha       | 10              | 7                | 14                | 31 |  |
| 3     | FIN Finlândia      | 8               | 8                | 9                 | 25 |  |
| 4     | SWE Suécia         | 7               | 6                | 12                | 25 |  |
| 5     | ITA Itália         | 7               | 5                | 7                 | 19 |  |
|       |                    |                 |                  |                   |    |  |
| 8     | NED Países Baixos  | 6               | 9                | 4                 | 19 |  |